# Piaseczno (Silésie)
Pour les articles homonymes, voir Piaseczno (homonymie).
Piaseczno est une localité polonaise de la gmina de Kroczyce, située dans le powiat de Zawiercie en voïvodie de Silésie.